# رسپاون انترتینمنت
رسپاون اینترتینمنت (انگلیسی: Respawn Entertainment) یک استدیو توسعه‌دهنده بازی ویدئویی می باشد که توسط جیسون وست و وینس زامپلا تأسیس شد و از سال ۲۰۱۷ متعلق به الکترونیک آرتس است. وست و زامپلا از مدیران سابق اینفینیتی وارد و خالق بازی ندای وظیفه هستند که تا سال ۲۰۱۰ مسئولیت توسعه آن را بر عهده داشتند. سری بازی های تایتان فال، اسطوره‌های اپکس و مدال افتخار: فراتر از انتظار از مجموعه کارهای این شرکت می باشد.
اولین بازی رسپاون، تیراندازی اول شخص Titanfall، در سال ۲۰۱۴ منتشر شد. در ۱ دسامبر ۲۰۱۷، استودیو توسط EA خریداری شد. اولین بازی آن از زمان خرید، بازی رایگان Apex Legends بود که در ۱ فوریه ۲۰۱۹ منتشر شد و پس از آن Star Wars Jedi: Fallen Order در نوامبر همان سال منتشر شد. رسپاون بازی Medal of Honor: Above and Beyond را توسعه داد.